# Três Córregos
Três Córregos é um distrito do município brasileiro de Campo Largo, no estado do Paraná.